# یواس‌اس کی وست (پی‌اف-۱۷)
یواس‌اس کی وست (پی‌اف-۱۷) (به انگلیسی: USS Key West (PF-17)) یک کشتی بود که طول آن ۳۰۳ فوت ۱۱ اینچ (۹۲٫۶۳ متر) بود. این کشتی در سال ۱۹۴۳ ساخته شد.